# Dallara F191
O Dallara F191  é o modelo da Dallara da temporada de 1991 da Fórmula 1. Condutores: Emanuele Pirro e J.J. Lehto.

## Resultados[1]
(legenda)
| Ano  | Chassi | Motor       | Pneus | Nº | Pilotos        | 1   | 2   | 3   | 4   | 5   | 6   | 7   | 8   | 9   | 10  | 11  | 12  | 13  | 14  | 15  | 16  | Pontos | Posição |  |
| ---- | ------ | ----------- | ----- | -- | -------------- | --- | --- | --- | --- | --- | --- | --- | --- | --- | --- | --- | --- | --- | --- | --- | --- | ------ | ------- |  |
|      |        |             |       |    |                |     |     |     |     |     |     |     |     |     |     |     |     |     |     |     |     |        |         |  |
|      |        |             |       |    |                | USA | BRA | SMR | MON | CAN | MEX | FRA | GBR | GER | HUN | BEL | ITA | POR | ESP | JAP | AUS |        |         |  |
| 1991 | 191    | Judd GV V10 | P     | 21 | Emanuele Pirro | Ret | 11  | NPQ | 6   | 9   | NPQ | NQ  | 10  | 10  | Ret | 8   | 10  | Ret | 15  | Ret | 7   | 5      | 8º      |  |
| 1991 | 191    | Judd GV V10 | P     | 22 | J.J. Lehto     | Ret | Ret | 3   | 11  | Ret | Ret | Ret | 13  | Ret | Ret | Ret | Ret | Ret | 8   | Ret | 12  | 5      | 8º      |  |